# 隅田川馬石
隅田川 馬石（すみだがわ ばせき）は、落語家の名跡。当代は四代目。
四代目によれば、両国の横網にある馬を繋ぎとめる石と隅田川のほとりの場の石から出来た名前で、初代金原亭馬生が弟子をつれて隅田川のほとりを散歩している時に思いついたものとされる。
- 初代隅田川馬石 - 初代金原亭馬生の門下の亀助という人物が名乗った。没年未詳、長寿だったという。弟子に初代雀屋翫之助がいる。
- 二代目隅田川馬石 - 後の鶯春亭梅朝
- 三代目隅田川馬石 - 後の五代目古今亭志ん生
- 四代目隅田川馬石 - 本項にて記述

四代目 隅田川 馬石（1969年7月14日 - ）は落語協会の落語家。本名：村上 覚。兵庫県西脇市出身。出囃子は「岸の柳」。

## 経歴
兵庫県西脇市黒田庄町出身。兵庫県立西脇工業高等学校卒業後1991年6月、石坂浩二主宰の劇団急旋回に入団。
1993年10月に五街道雲助に入門、前座名は「わたし」。初高座は『道灌』。
1997年9月に二ツ目に昇進、「佐助」に改名。柳家喬之助はちょうど同期にあたる。
2007年3月に柳家喬之助、古今亭菊志ん、六代目春風亭柳朝、柳家我太楼と共に真打に昇進、｢四代目隅田川馬石｣襲名。

## 芸歴
- 1993年10月 - 五街道雲助に入門、前座名「わたし」。
- 1997年9月 - 二ツ目に昇進、「佐助」と改名。
- 2007年3月 - 真打に昇進、四代目隅田川馬石を襲名。

## 受賞歴
- 1999年　平成11年度北とぴあ若手落語家競演会奨励賞受賞
- 2007年　第12回 林家彦六賞受賞
- 2012年　第67回文化庁芸術祭大衆芸能部門新人賞受賞
- 2021年　第76回文化庁芸術祭大衆芸能部門大賞受賞[1]

## 人物
口の上の大きなホクロが印象的で、劇団にいた頃は石坂に「鼻クソ」と呼ばれ、かわいがられていた。雑誌『落語ファン倶楽部』を参照すると富士通にも勤めていたことがある模様。
インプレスTV『インターネット落語会』の特集で、二ツ目の昇進の際に既にこの名跡を継ぐ話は出ていたが、可愛げがないから止めたというエピソードが語られている。
「馬石」のアクセントは本人によると、語頭（「ばせき」）に置くとのこと。
入船亭扇里がいると、20年前の自分を思い出し叱りたくなってしまう。
2022年8月、自身初の弟子が入門。自身の前座名を与え「隅田川わたし」と名付ける。見習い期間の後、翌2023年5月下席から楽屋入りしている。

## 演目
- お富与三郎
  - 発端
  - 木更津
  - 玄冶店
  - 稲荷堀
  - 茣蓙松
  - 島抜け
  - 与三郎の死
- おせつ徳三郎
- お久殺し
- お初徳兵衛
- お若伊之助
- 火焔太鼓
- 笠碁
- 鰍沢
- 火事息子
- 首提灯
- 甲府い
- 蒟蒻問答
- 三軒長屋
- 芝浜
- 締め込み
- 崇徳院
- 粗忽の釘
- 唐茄子屋政談
- 乳房榎
  - おきせ口説き
  - 重信殺し
- 豊志賀の死
- 豊竹屋
- 富久
- 中村仲蔵
- 二番煎じ
- 花見の仇討
- 双蝶々
  - 権九郎殺し
  - 雪の子別れ
- 船徳
- 文七元結
- 牡丹灯籠
  - お露新三郎
- 松曳き
- 宮戸川
- 妾馬
- 名人長二
  - 仏壇叩き
  - 湯河原宿
- 百川
- 宿屋の富
- 柳田格之進
- 夢金
- 四段目

### 廓噺
- 明烏
- 幾代餅
- 居残り佐平次
- お直し
- お見立て
- 品川心中
- 辰巳の辻占
- 山崎屋

## 弟子

### 前座
- 隅田川わたし

## 出演作品

### 映画
- 落語物語（林家しん平監督、2011年） - 山海亭心酒
- 二つ目物語（林家しん平監督、2022年） - ナレーション

### テレビ番組
- 落語者（テレビ朝日、2012年）
- 演芸図鑑（NHK総合、2017年）
- ドラマ10『昭和元禄落語心中』（NHK総合、2018年）
- いだてん〜東京オリムピック噺〜（NHK総合、2019年）
- 御法度落語 おなじはなし寄席!（BS朝日、2021年2月26日） - 『辰巳の辻占』
- 柳家喬太郎の笑って免疫力UP!寄席（BS11、2021年4月18日） - 『元犬』

### ウェブテレビ
- ABEMA寄席（2020年5月2日、ABEMA）[2]